# 254P/McNaught
254P/McNaught è una cometa periodica appartenente alla famiglia delle comete gioviane. La cometa è stata scoperta il 4 ottobre 2010 ma già all'annuncio della scoperta erano state reperite immagini di prescoperta risalenti all'11 settembre 2010; in seguito nel 2011, sono state reperite immagini della cometa del 2001 e 1980 relative a due dei passaggi al perielio precedenti a quello della scoperta.